# Dorocordulia lepida
Dorocordulia lepida är en trollsländeart som först beskrevs av Hagen in Selys 1871.  Dorocordulia lepida ingår i släktet Dorocordulia och familjen skimmertrollsländor. Inga underarter finns listade i Catalogue of Life.